# Précilhon
Précilhon (prononcé [pʁesijɔ̃] ; en béarnais Precilhon ou Precilhoû) est une commune française située dans le département des Pyrénées-Atlantiques, en région Nouvelle-Aquitaine.
Le gentilé est Précilhonais.

## Géographie

### Localisation
La commune de Précilhon se trouve dans le département des Pyrénées-Atlantiques, en région Nouvelle-Aquitaine.
Elle se situe à 31 km par la route de Pau, préfecture du département, et à 2,9 km d'Oloron-Sainte-Marie, sous-préfecture.
Les communes les plus proches sont : 
Goès (1,0 km), Oloron-Sainte-Marie (2,1 km), Escout (2,5 km), Bidos (2,8 km), Estos (2,9 km), Estialescq (3,6 km), Escou (3,8 km), Ledeuix (4,0 km).
Sur le plan historique et culturel, Précilhon fait partie de la province du Béarn, qui fut également un État et qui présente une unité historique et culturelle à laquelle s’oppose une diversité frappante de paysages au relief tourmenté.

### Communes limitrophes
Les communes limitrophes sont  Escout, Estialescq, Goès et Oloron-Sainte-Marie.
| Goès                | Estialescq |        |
|                     | Précilhon  | Escout |
| Oloron-Sainte-Marie |            |        |

### Hydrographie

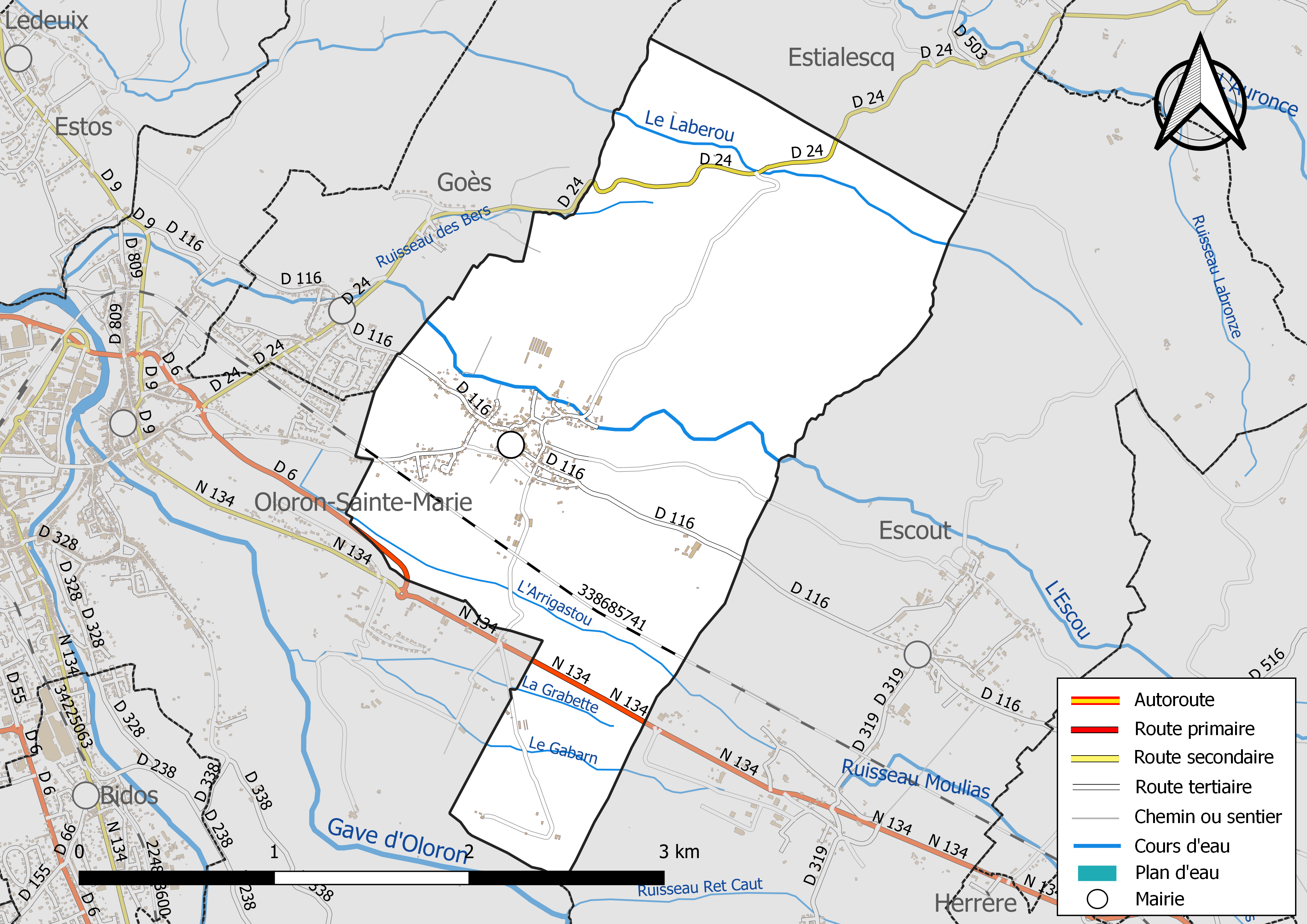
Réseaux hydrographique et routier de Précilhon.

La commune est drainée par l'Escou, le Laberou, la Grabette, l'Arrigastou, le Gabarn, le ruisseau des Bers, et par divers petits cours d'eau, constituant un réseau hydrographique de 8 km de longueur totale,.
L'Escou, d'une longueur totale de 16,9 km, prend sa source dans la commune de Buzy et s'écoule du sud-est vers le nord-ouest. Il traverse la commune et se jette dans le gave d'Oloron à Estos, après avoir traversé 9 communes.

### Climat
Pour des articles plus généraux, voir Climat de la Nouvelle-Aquitaine et Climat des Pyrénées-Atlantiques.
Historiquement, la commune est exposée à un climat de montagne.  
En 2020, Météo-France publie une typologie des climats de la France métropolitaine dans laquelle la commune est toujours exposée à un climat de montagne et est dans la région climatique Pyrénées atlantiques, caractérisée par une pluviométrie élevée (>1 200 mm/an) en toutes saisons, des hivers très doux (7,5 °C en plaine) et des vents faibles.
Pour la période 1971-2000, la température annuelle moyenne est de 12,9 °C, avec une amplitude thermique annuelle de 13,7 °C. Le cumul annuel moyen de précipitations est de 1 252 mm, avec 11,4 jours de précipitations en janvier et 8,6 jours en juillet. Pour la période 1991-2020, la température moyenne annuelle observée sur la station météorologique la plus proche, située sur la commune d'Oloron-Sainte-Marie à 2 km à vol d'oiseau, est de 13,1 °C et le cumul annuel moyen de précipitations est de 1 491,4 mm,. Pour l'avenir, les paramètres climatiques de la commune estimés pour 2050 selon différents scénarios d’émission de gaz à effet de serre sont consultables sur un site dédié publié par Météo-France en novembre 2022.

### Milieux naturels et biodiversité

#### Réseau Natura 2000
Le réseau Natura 2000 est un réseau écologique européen de sites naturels d'intérêt écologique élaboré à partir des Directives « Habitats » et « Oiseaux », constitué de zones spéciales de conservation (ZSC) et de zones de protection spéciale (ZPS).
Un site Natura 2000 a été défini sur la commune au titre de la « directive Habitats » : « le gave d'Oloron (cours d'eau) et marais de Labastide-Villefranche », d'une superficie de 2 547 ha, une rivière à saumon et écrevisse à pattes blanches,.

## Urbanisme

### Typologie
Au 1er janvier 2024, Précilhon est catégorisée petite ville, selon la nouvelle grille communale de densité à sept niveaux définie par l'Insee en 2022.
Elle appartient à l'unité urbaine d'Oloron-Sainte-Marie, une agglomération intra-départementale regroupant neuf  communes, dont elle est une commune de la banlieue,,. Par ailleurs la commune fait partie de l'aire d'attraction d'Oloron-Sainte-Marie, dont elle est une commune du pôle principal,. Cette aire, qui regroupe 44 communes, est catégorisée dans les aires de moins de 50 000 habitants,.

### Occupation des sols

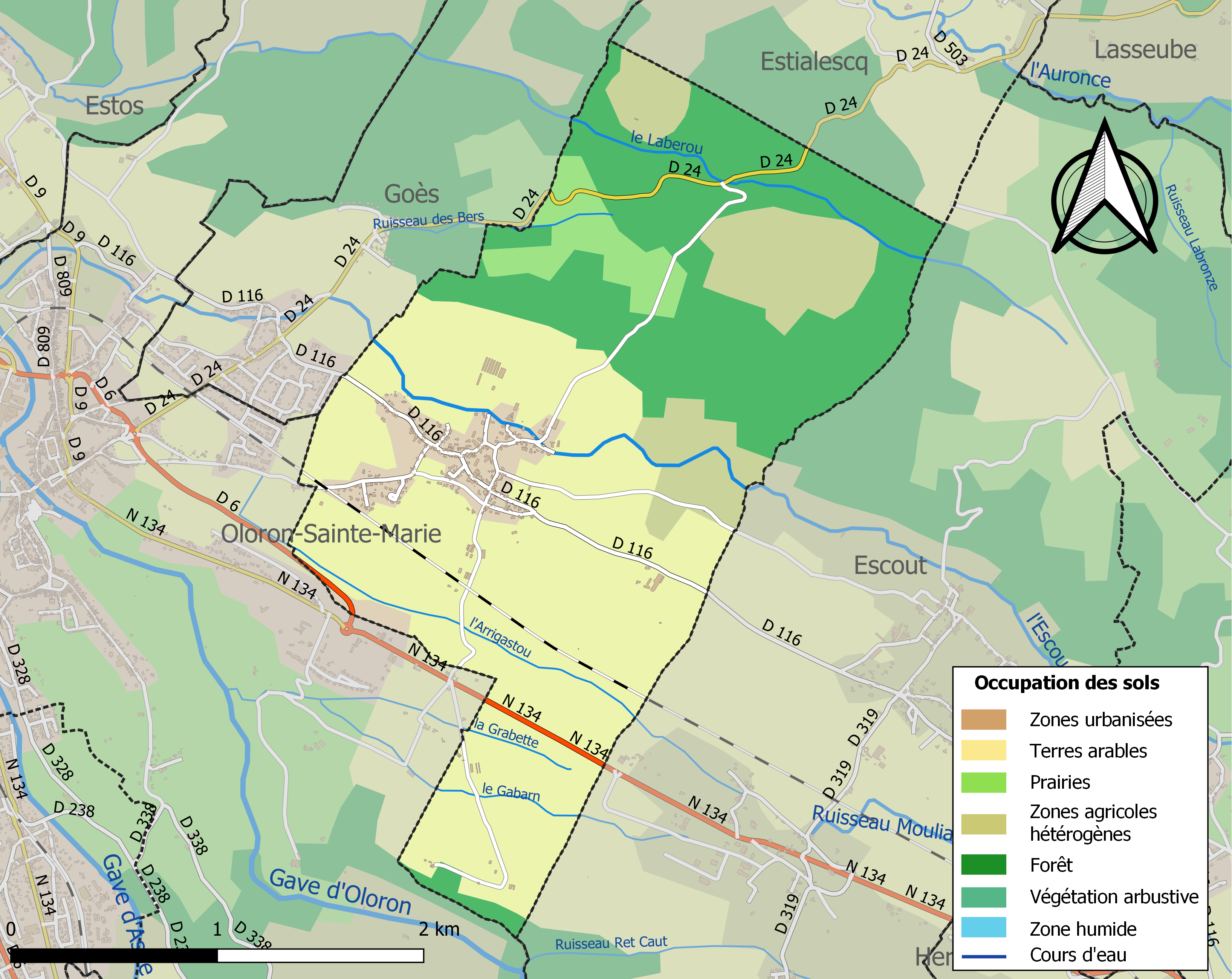
Carte des infrastructures et de l'occupation des sols de la commune en 2018 (CLC).

L'occupation des sols de la commune, telle qu'elle ressort de la base de données européenne d’occupation biophysique des sols Corine Land Cover (CLC), est marquée par l'importance des territoires agricoles (65 % en 2018), une proportion sensiblement équivalente à celle de 1990 (65,2 %). La répartition détaillée en 2018 est la suivante : 
terres arables (48,8 %), forêts (29,1 %), zones agricoles hétérogènes (11,8 %), zones urbanisées (5,8 %), prairies (4,5 %). L'évolution de l’occupation des sols de la commune et de ses infrastructures peut être observée sur les différentes représentations cartographiques du territoire : la carte de Cassini (XVIIIe siècle), la carte d'état-major (1820-1866) et les cartes ou photos aériennes de l'IGN pour la période actuelle (1950 à aujourd'hui).

### Lieux-dits et hameaux
- le Bois ;
- Gabar ;
- Village.

### Risques majeurs
Le territoire de la commune de Précilhon est vulnérable à différents aléas naturels : météorologiques (tempête, orage, neige, grand froid, canicule ou sécheresse), inondations et séisme (sismicité moyenne). Il est également exposé à un risque technologique,  le transport de matières dangereuses. Un site publié par le BRGM permet d'évaluer simplement et rapidement les risques d'un bien localisé soit par son adresse soit par le numéro de sa parcelle.

#### Risques naturels
Certaines parties du territoire communal sont susceptibles d’être affectées par le risque d’inondation par une crue torrentielle ou à montée rapide de cours d'eau, notamment le Escou. La commune a été reconnue en état de catastrophe naturelle au titre des dommages causés par les inondations et coulées de boue survenues en 1982, 2009, 2014 et 2018,.

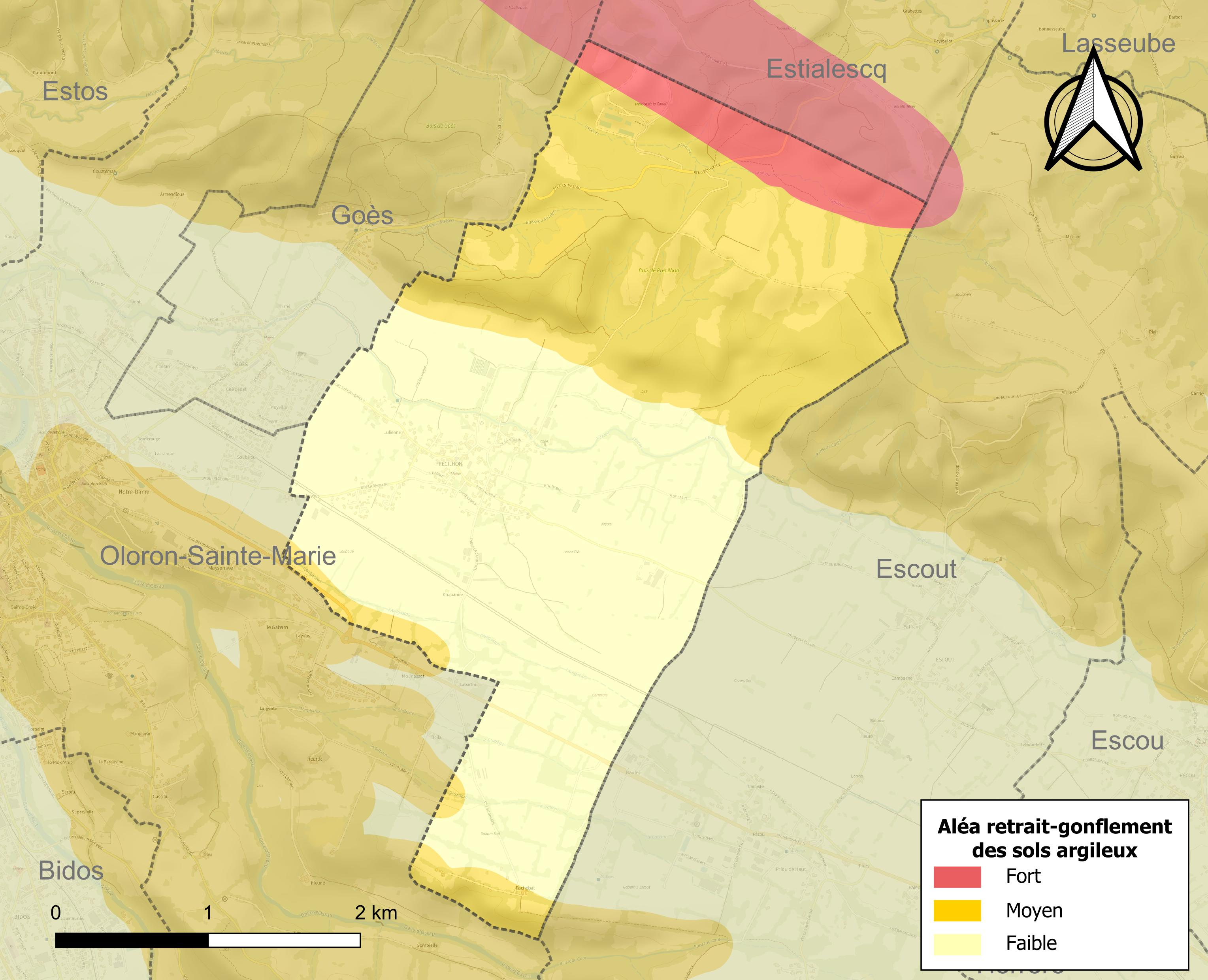
Carte des zones d'aléa retrait-gonflement des sols argileux de Précilhon.

Le retrait-gonflement des sols argileux est susceptible d'engendrer des dommages importants aux bâtiments en cas d’alternance de périodes de sécheresse et de pluie. 45,7 % de la superficie communale est en aléa moyen ou fort (59 % au niveau départemental et 48,5 % au niveau national). Depuis le 1er octobre 2020, en application de la loi ELAN, différentes contraintes s'imposent aux vendeurs, maîtres d'ouvrages ou constructeurs de biens situés dans une zone classée en aléa moyen ou fort,.

## Toponymie
Le toponyme Précilhon apparaît sous les formes Precilhon (1267, titres de Monein), Plessilhoo (1368, notaires de Lucq), Pressilhon (1375, contrats de Luntz), Precilhoo (1385, censier de Béarn), Pressilho (1405, notaires de Navarrenx), Sent-Martii de Pressilhoo (1421, notaires de Lucq), Presilhon et Presylho (respectivement 1547 et 1548, réformation de Béarn), Persillon (1776, règlement des États de Béarn) et Précillon (1863, dictionnaire topographique Béarn-Pays basque).
Son nom béarnais est Precilhon ou Precilhoû.

## Histoire
Paul Raymond note qu'en 1385, Précilhon comptait 30 feux et dépendait du bailliage d'Oloron.

## Politique et administration
| Période                                  | Période       | Identité           | Étiquette | Qualité |
| ---------------------------------------- | ------------- | ------------------ | --------- | ------- |
| juin 1995                                | mars 2008     | Gérard Huré        |           |         |
| mars 2008                                | décembre 2012 | Stéphanie Rédal    |           |         |
| janvier 2013                             | en cours      | Jean-Pierre Teruel |           |         |
| Les données manquantes sont à compléter. |               |                    |           |         |

### Intercommunalité
La commune fait partie de cinq structures intercommunales :
- l'agence publique de gestion locale ;
- la communauté de communes du Haut Béarn ;
- le syndicat d'énergie des Pyrénées-Atlantiques ;
- le syndicat intercommunal pour l'assainissement de l'Escou ;
- le syndicat pour le regroupement scolaire de la vallée de l'Escou.

## Population et société

### Démographie
L'évolution du nombre d'habitants est connue à travers les recensements de la population effectués dans la commune depuis 1793. Pour les communes de moins de 10 000 habitants, une enquête de recensement portant sur toute la population est réalisée tous les cinq ans, les populations de référence des années intermédiaires étant quant à elles estimées par interpolation ou extrapolation. Pour la commune, le premier recensement exhaustif entrant dans le cadre du nouveau dispositif a été réalisé en 2005.

En 2022, la commune comptait 405 habitants, en évolution de +1 % par rapport à 2016 (Pyrénées-Atlantiques : +3,78 %, France hors Mayotte : +2,11 %).
| 1793 | 1800 | 1806 | 1821 | 1831 | 1836 | 1841 | 1846 | 1851 |
| ---- | ---- | ---- | ---- | ---- | ---- | ---- | ---- | ---- |
| 441  | 373  | 407  | 419  | 432  | 449  | 489  | 493  | 472  |

| 1856 | 1861 | 1866 | 1872 | 1876 | 1881 | 1886 | 1891 | 1896 |
| ---- | ---- | ---- | ---- | ---- | ---- | ---- | ---- | ---- |
| 417  | 405  | 405  | 319  | 324  | 342  | 316  | 305  | 309  |

| 1901 | 1906 | 1911 | 1921 | 1926 | 1931 | 1936 | 1946 | 1954 |
| ---- | ---- | ---- | ---- | ---- | ---- | ---- | ---- | ---- |
| 319  | 328  | 320  | 274  | 292  | 298  | 295  | 263  | 339  |

| 1962 | 1968 | 1975 | 1982 | 1990 | 1999 | 2005 | 2006 | 2010 |
| ---- | ---- | ---- | ---- | ---- | ---- | ---- | ---- | ---- |
| 290  | 254  | 299  | 295  | 320  | 355  | 361  | 355  | 350  |

| 2015 | 2020 | 2022 | - | - | - | - | - | - |
| ---- | ---- | ---- | - | - | - | - | - | - |
| 399  | 400  | 405  | - | - | - | - | - | - |

La commune fait partie de l'aire d'attraction d'Oloron-Sainte-Marie.

## Économie
L'activité est principalement agricole (polyculture, élevage, pâturages). La commune fait partie de la zone d'appellation de l'ossau-iraty.

## Culture locale et patrimoine

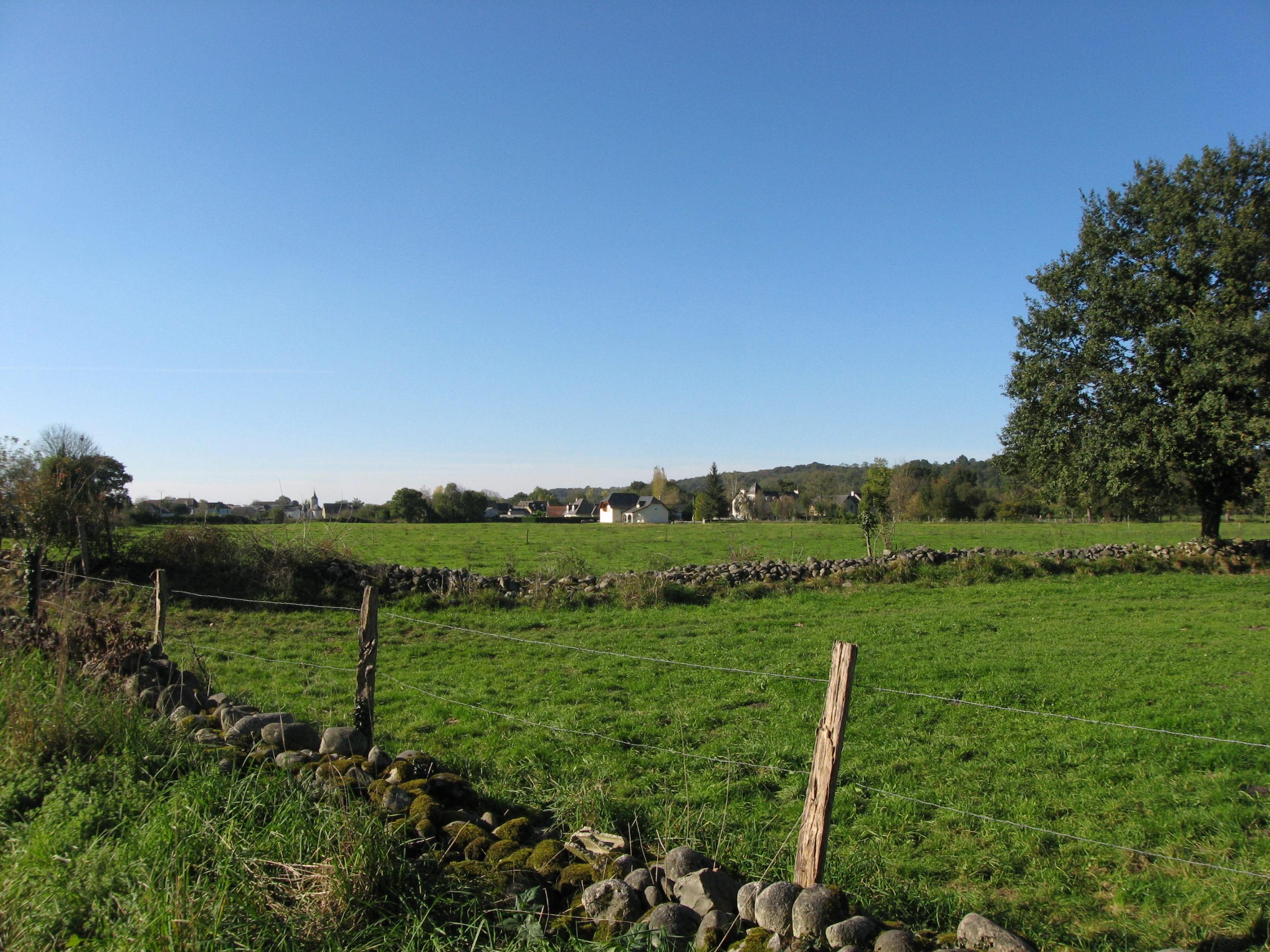
Le village dans son paysage.
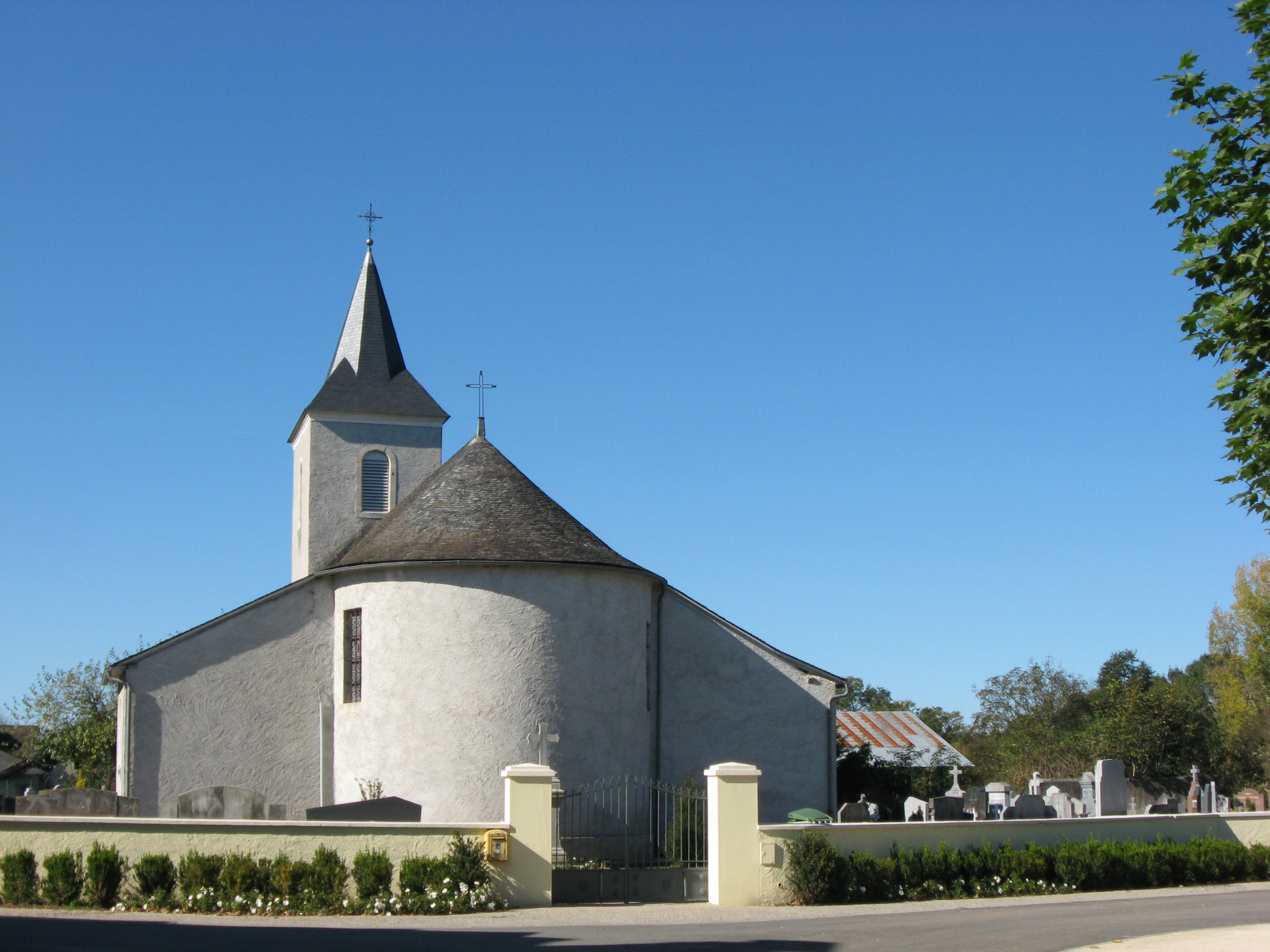
L'église de Précilhon.
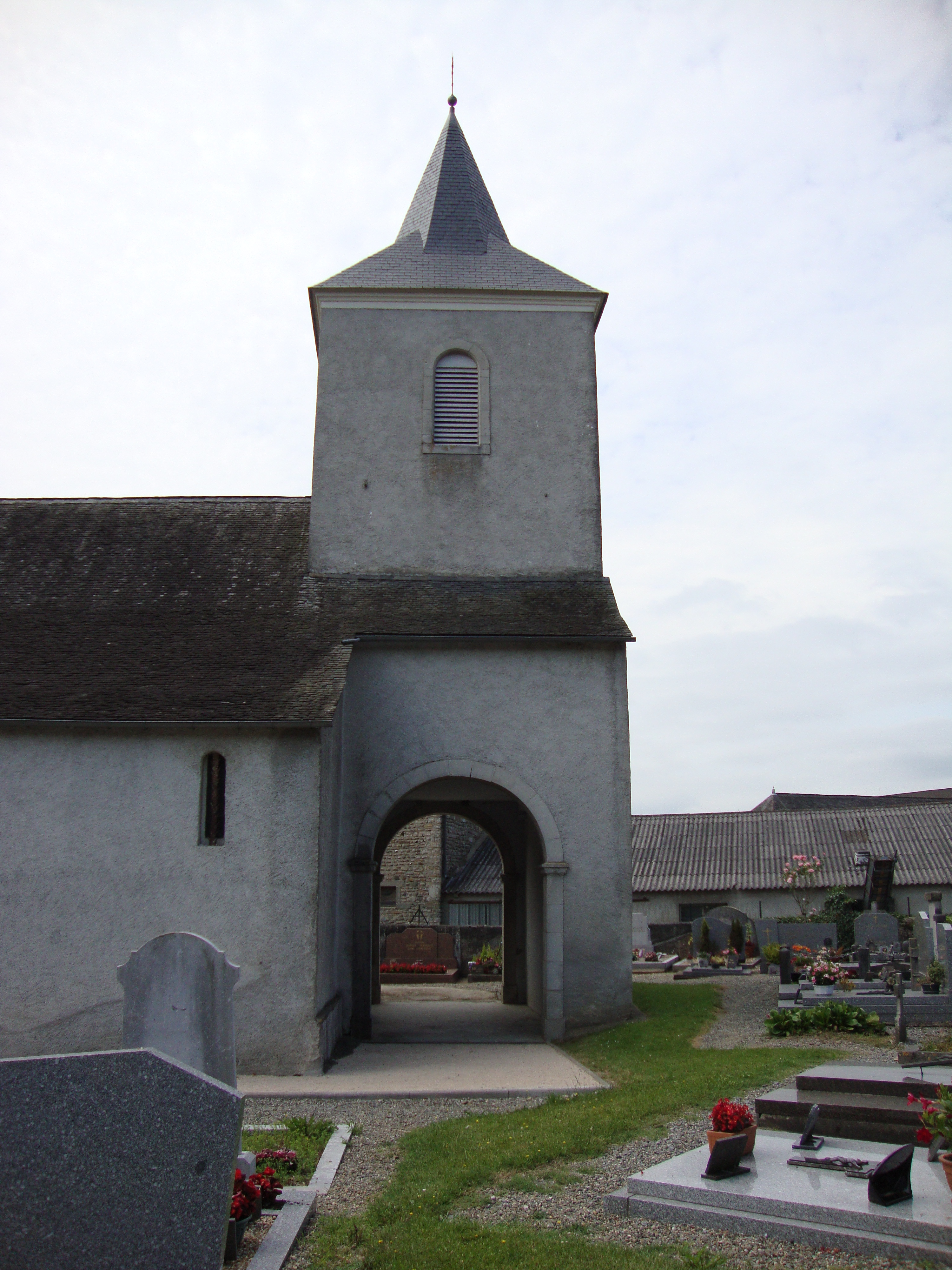
Porche et tour de l'église.

Fête communale le  dernier dimanche de septembre.

### Patrimoine civil
L'édifice mégalithique dénommé Darre la Peyre est une structure funéraire s'apparentant à un dolmen.
Le château de Bazerque autour duquel la municipalité organise de nombreuses manifestations culturelles.

### Patrimoine religieux
L'église Saint-Martin date du XVIIe siècle.

## Équipements
La commune dispose d'une école primaire.